# Stedham with Iping
Stedham with Iping – gmina (civil parish) w Anglii, w hrabstwie West Sussex, w dystrykcie Chichester. Leży 18 km na północ od miasta Chichester i 73 km na południowy zachód od Londynu. W 2001 miejscowość liczyła 814 mieszkańców.